# Viviana Ponce de León
Viviana Lorena Ponce de León Solís (Antofagasta, 3 de febrero de 1984) es una abogada y académica chilena que durante el año 2023 actuó como integrante del Comité Técnico de Admisibilidad, órgano arbitral del proceso constituyente chileno de 2023.

## Biografía
Es abogada de la Universidad Católica del Norte y doctora en derecho de la Pontificia Universidad Católica de Valparaíso, grado que obtuvo con una tesis sobre carga de la prueba. Ha desarrollado su carrera profesional principalmente en el ámbito académico, habiendo ejercido la docencia en las universidades Católica del Norte, Santo Tomás y Austral de Chile, siendo en esta última casa de estudios en la que actualmente ejerce como docente e investigadora, siendo sus líneas de estudio el derecho constitucional, la filosofía política, derecho procesal constitucional y derechos humanos.
Fue propuesta como integrante del Comité Técnico de Admisibilidad por la coalición de izquierda gobernante en Chile, el Frente Amplio, siendo ratificada por el Senado el 25 de enero de 2023.

## Publicaciones
- Conceptos para una nueva constitución, coordinadora, junto a Fernando Muñoz León (Santiago: DER, 2020). ISBN 978-956-9959-72-1.
- La Convención Constitucional de Chile: Origen, orgánica, estatutos y procedimientos, junto a Pablo Contreras, Domingo Lovera y Constanza Salgado (Valencia: Tirant lo Blanch, 2022). ISBN 978-84-113-0038-4.
- Introducción al Derecho Internacional de los Derechos Humanos, junto a Alberto Coddou Mc Manus (Valencia: Tirant lo Blanch, 2024). ISBN 978-84-119-7402-8.